# Google Bookmarks
Google Bookmarks é uma linha livre de marcadores e um serviço de
armazenamento, disponível para usuários da Conta do Google.
Ele é completamente separado do navegador e não deve ser confundido com a função de
marcadores de qualquer navegador, como o Google Chrome. Google Bookmarks foi lançado em 10 de outubro de
2005. É um serviço baseado em nuvem que permite aos
usuários marcar sites favoritas e adicionar etiquetas, tags ,
ou notas.
Os usuários podem acessar seus favoritos de qualquer
computador acessando a sua conta Gmail. Os favoritos são
pesquisáveis, e as buscas são realizadas no texto completo
das páginas favoritas, não apenas os rótulos e notas.

## Barra de ferramentas
O Google tem ferramentas que permitem
ao usuário criar facilmente favoritos e acessá-los
rapidamente. Os marcadores podem também ser criado
manualmente a partir da interface web, ou pelo uso de
ferramentas de terceiros, tais como extensões do Firefox
criados com a finalidade de gerenciar a conta do usuário do
Google Bookmarks e mantê-los sincronizados aos
favoritos do navegador.
Um simples função javascript designada Google Bookmark é
criado na barra de favoritos do Firefox, que abre uma janela
para salvar o marcador para os marcadores do Google. Essa
mesma função pode ser importado para outros navegadores
como um bookmarklet .

## Descontinuação
Em 19 de dezembro 2011 o Google desliga o recurso de listas de favoritos, junto com seis outros serviços. Google
Bookmarks continuou a funcionar como de costume.
Vai encerrar definitivamente em Setembro de 2021.